# Kweekschool Immaculata
De Kweekschool Immaculata is een van oorsprong katholieke kweekschool voor meisjes in de wijk Brusselsepoort in de Nederlandse stad Maastricht. Het gebouw aan de Brusselseweg is anno 2021 in gebruik door een viertal opleidingen van de Faculteit International Business and Communication van Zuyd Hogeschool. Het gebouw is sinds 1997 een rijksmonument.

## Geschiedenis
Het oorspronkelijke klooster van de Zusters van het Arme Kind Jezus was in Maastricht gevestigd in de voormalige Refugie van Hocht aan de Boschstraat. In 1877 waren de zusters daar een opleiding voor onderwijzeressen begonnen. In 1921 werd aan de Brusselseweg een nieuw klooster en een kapel gebouwd, dat dienst deed als Nederlands moederhuis en noviciaat van de congregatie. Tien jaar later werd het complex uitgebreid met een school en internaat voor meisjes. De naam Immaculata ("Onbevlekte") verwijst naar de Onbevlekte Ontvangenis van Maria.

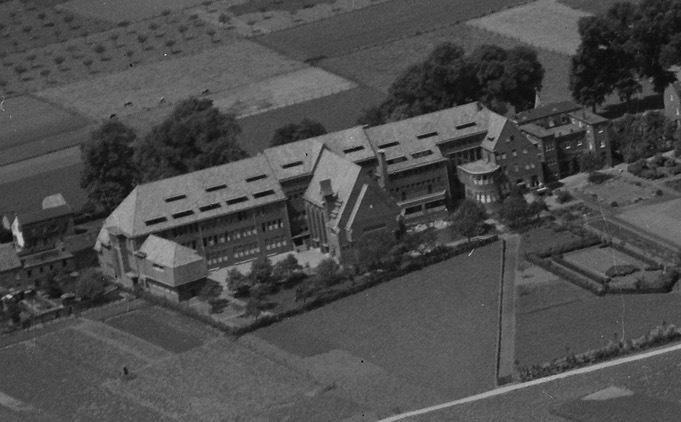
De school op een luchtfoto uit 1934, gezien vanuit het zuidoosten. In het midden de kapel

De middelbare meisjesschool van de zusters, Maria Virgo, werd in 1954 overgedragen aan de ursulinen, die hun eigen kweekschool aan de Capucijnenstraat al in 1942 hadden opgegeven. Begin jaren 1960 breidde het scholencomplex van de zusters uit met een ulo-school, Sainte Marie. De uitbreiding vond plaats aan de kant van de Bastionstraat, grenzend aan de kweekschool, en was eveneens naar een ontwerp van Swinkels. De mavo Sainte Marie bleef tot 1989 zelfstandig. In het hoofdgebouw aan de Brusselseweg bleef alleen de kweekschool over, vanaf 1968 pedagogische academie (pa) genoemd. In 1973 fuseerde de onderwijzeressenopleiding van de zusters met de onderwijzersopleiding van de Broeders van Maastricht en vormden zo de Katholieke Pedagogische Academie Maastricht. In 1984, na nóg een fusie met de kleuterleidsteropleiding Clara Fey, werd dit de R.K. Pabo.
In 2001 werd Zuyd Hogeschool opgericht, waarbij het tot een 'uitruil' kwam van een aantal hbo-opleidingen tussen de Zuid-Limburgse steden Maastricht, Heerlen en Sittard. De pabo vertrok in 2012 naar Sittard en in het gebouw werd de Vertaalacademie Maastricht gevestigd. Deze enige hbo-opleiding tot vertaler in Nederland werd in 1981 opgericht als Rijksinstituut voor Hoger Beroepsonderwijs, Opleiding tot Vertaler (RHOTV). De school was aanvankelijk gevestigd aan het Keizer Karelplein in het centrum van Maastricht. In de loop der jaren is het aanvankelijk bredere scala van talen ingeperkt tot Nederlands, Duits, Engels, Frans en Spaans. De talen Arabisch, Chinees en Japans zijn tegenwoordig ondergebracht in een aparte studie Oriëntaalse Talen en Communicatie. Beide opleidingen maken deel uit van de Faculteit International Business and Communication van Zuyd Hogeschool, die samen met de nieuwe opleidingen European Studies en International Business gevestigd zijn in de voormalige kweekschool aan de Brusselseweg.

## Architectuur

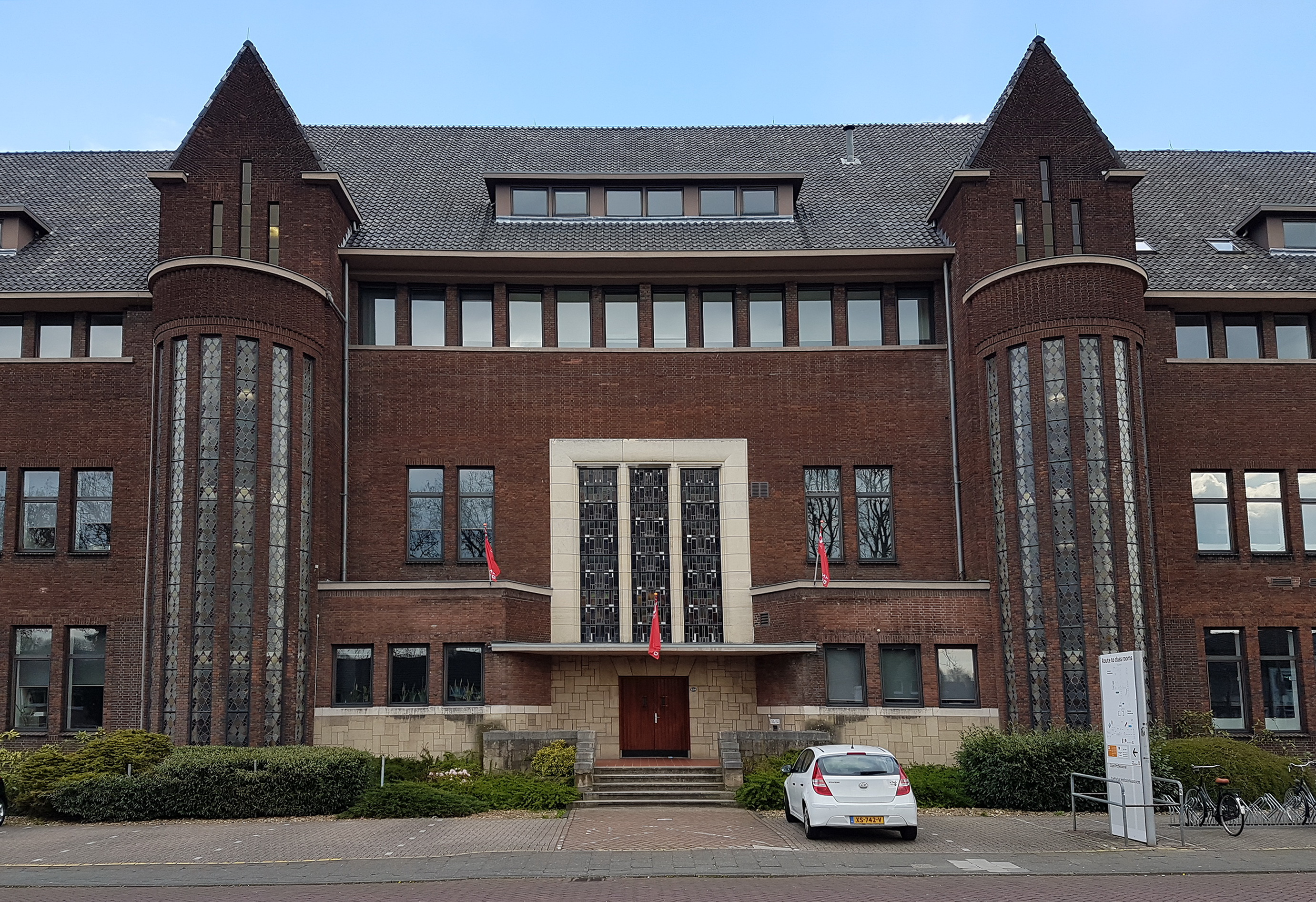
Detail entreepartij

De school, gelegen aan de Brusselseweg, is gebouwd in 1931-32 in de stijl van de Delftse School naar een ontwerp van architect A.H.J. (Anton) Swinkels (1900-1971), de jonge Brabantse architect die tien jaar eerder al het kloostergedeelte had ontworpen. Het grote gebouw is ten dele symmetrisch opgebouwd, maar de uiteinden zijn afwijkend vormgegeven. De ingangspartij wordt geflankeerd door trappartijen, die als vooruitstekende cilinders de symmetrie benadrukken. Opvallend is ook de doorlopende rij vensters onder de dakgoot en de geschakelde dakkapellen, die de hoogte van het gebouw verzachten.
Het gehele complex is opgetrokken uit beton, maar de gevels zijn daarna bekleed met donkere, roodbruine baksteen in kettingverband met enkel natuurstenen accenten. De raamkozijnen zijn van staal. De langgerekte vensterpartijen van de trappenhuizen hebben glas-in-loodvensters. Het monumentale gebouw werd in de dertiger jaren fotografisch vastgelegd door Werner Mantz.
De georiënteerde kapel is aan de achterzijde dwars op de hoofdvleugel gebouwd. De kapel bestaat uit twee bouwlagen met een rechthoekig gesloten apsis. De daklijn van de kapel loopt af in oostelijke richting. De slanke klokkentoren aan de zuidzijde heeft een hol gebogen zadeldak. Tussen de steunberen zijn stalen spitsboogvensters aangebracht.
Naast het schoolgebouw ligt het voormalige klooster van de Zusters van het Arme Kind Jezus, Brusselseweg 152. Het gebouw in traditionalistische stijl uit circa 1905 (1921?) is een gemeentelijk monument.